# グッド・バイ (アルバム)
『グッド・バイ』は、安藤裕子の7枚目のオリジナルアルバム。2013年10月2日にcutting edgeから発売された。

## 収録曲
（全作詞・作曲：安藤裕子／編曲：山本隆二（特記以外））
1. ようこそここへ 5:41
2. 完全無欠の空と嘘 4:38
3. ローリー 4:07
4. ここに臨む丘 5:56
5. サイハテ 4:44
6. いらいらいらい 5:06
7. 貘砂漠 5:18
8. 愛の季節 5:28
9. Aloha 'Oe アロハオエ 5:34
10. グッド・バイ 4:49